# Révolution praieira
La Révolution praieira ou Révolte praieira, également connue comme la rébellion de la plage, est un mouvement d'agitation dans la région de Pernambouc (Brésil) qui a duré du 6 novembre 1848 à mars 1849. La révolte, influencée par les révolutions qui avaient lieu à la même époque en Europe, est due en partie à des conflits non résolus depuis la période de la Régence et à la résistance locale à la consolidation de l'Empire brésilien proclamé en 1822. Le mouvement était dirigé par des éléments radicaux du Parti libéral du Pernambouc contre les conservateurs au pouvoir.
Cette révolte est la réaction du Brésil à la série de révolutions qui se déroulent à la même époque en Europe. Même  si elle n'a pas permis une libéralisation prolongée, la Révolution française de 1848 offre une vision d'une possible vie meilleure pour les gens ordinaires et touche une corde sensible chez les Brésiliens. Le journaliste-politicien José Tomás Nabuco de Araújo écrit : « la proclamation de la république en France a secoué le monde politique dans ses profondeurs ». 
Les écrivains socialistes tels que Pierre-Joseph Proudhon et Charles Fourier, qui sont largement diffusés au Brésil, sont une source d'inspiration pour les Brésiliens.
Les conservateurs ont été au pouvoir entre 1841 et 1845. Les libéraux reviennent au pouvoir en 1845, pour former un gouvernement qui réussit à adopter plusieurs lois : un tarif protectionniste (1844), une réforme électorale prévoyant une extension du suffrage étendu et une réduction du nombre d'électeurs (1846), et la création d'un nouveau poste, le président du Conseil des ministres (1847). Cette dernière loi facilite la procédure parlementaire et renforce le pouvoir du gouvernement et, par conséquent, étend l'autorité du gouvernement impérial.

## Événements
L'événement principal a eu lieu près du journal Diário Novo (« Nouveau Journal ») situé Rua da Praia (rue de la plage) à Recife, la capitale du Pernambouc et de son port principal (la révolution est nommée d'après le nom de la rue). Les partisans de l'aile radicale du Parti libéral de cette province, également connu sous le nom praieiros, se réunissent régulièrement dans les locaux du journal. Ils se sont engagés à soutenir le gouverneur de la province Antônio Chicorro da Gama contre la puissante aristocratie des grands propriétaires conservateurs.
Antônio Chicorro da Gama est un libéral qui a été nommé président de la province le 18 mai 1845 à une époque de conflits croissants entre les libéraux et les conservateurs aggravée par la fin de la Guerre des Farrapos en 1845. En raison de la structure sociale coloniale restant du XVIIIe siècle, un petit groupe de gros propriétaires fonciers contrôlait jusqu'alors la province.